# 曼島內政部
曼島內政部（曼島語：Rheynn Cooishyn Sthie）負責確保曼島的安全以及保障曼島的社會秩序。

## 概述
曼島內政部成立於1987年1月20日。
曼島內政部負責管轄曼島警察、曼島消防和救援服務、監獄和緩刑服務、應急計劃、曼島民防以及應急服務聯合控制室。
曼島通訊委員會負責向曼島內政部報告其業務。
現任曼島內政部長是簡·普爾-威爾遜（Jane Poole-Wilson）。